# Сергокалинський район
Сергокалинський район (дарг. Сергок'ала район) (до 1937 р Коркмаскалинський район) — муніципальний район в Дагестані, Росія.
Адміністративний центр — село Сергокала.

## Географія
Район розташований в східній частині Дагестану і межує: з Карабудахкентським, Каякентським, Кайтагським, Дахадаєвським, Акушинським і Левашинським районами республіки.
Територія району простягається з півночі на південь — на 32 км, зі сходу на захід — на 23 км. Його площа — 528,4 км², що складає 1,8 % від території всієї республіки.

### Природа
Рельєф місцевості має складну структуру. Рівнина розташована на сході району, гори — на південному заході і займають більшу частину території. Висота над рівнем моря 400-1200 метрів. Клімат м'яко-континентальний, суворих зим майже не буває.

## Історія
Постановою 4-ї сесії ДагЦІК від 22.11.1928 р в результаті реорганізації колишніх Даргинського, Кайтаго-табасаранського і Махачкалинського округів утворено Коркмаскалинський кантон з центром у селі Коркмаскала. Постановою ВЦВК від 3.06.1929 р кантон перетворений в район.
Постановою ВЦВК від 10.09.1937 р перейменований Коркмаскалинський район в Сергокалинський, районний центр село Коркмаскала в Сергокала.

## Населення
На 1 січня 2007 року в районі проживає 29173 осіб, у тому числі: чоловіків — 14 178 чол., жінок — 14995 чол. Середня щільність населення становить 54 чол./км². Національний склад: в районі проживають представники 30 національностей, з них даргинців — більше 98 %
Національний склад
За даними Всеросійського перепису населення 2010 року:
| Народ         | Чисельність, чол. | Частка від усього населення,% |
| ------------- | ----------------- | ----------------------------- |
| Даргинці      | 26838             | 98,91 %                       |
| Росіяни       | 41                | 0,15 %                        |
| Аварці        | 37                | 0,14 %                        |
| Азербайджанці | 22                | 0,29 %                        |
| Інші          | 86                | 0,08 %                        |
| Не вказали    | 120               | 0,44 %                        |
| Усього        | 27133             | 100,00 %                      |

## Економіка
У структурі економіки Сергокалинського району на частку сільського господарства припадає 70 % виробництва, промислового виробництва — 5 %.
Основним видом діяльності населення району є виробництво сільськогосподарської продукції. У районі розвинене плодівництво, виноградарство і тваринництво. В особистих підсобних господарствах населення виробляють картопля, овочі, кукурудзу, вирощують велику рогату худобу і птицю.